# Lampris
Lampris is een geslacht van straalvinnige vissen uit de familie van de Lampridae (Koningsvissen).

## Soorten
- Lampris guttatus (Brünnich, 1788) – Koningsvis
- Lampris immaculatus Gilchrist, 1904